# 卜塔集镇
卜塔集镇，是中华人民共和国河南省信阳市潢川县下辖的一个乡镇级行政单位。

## 行政区划
卜塔集镇下辖以下地区：
吴楼村、六里村、高湾村、李湾村、塘埂村、卜集村、马湖村、鳌鱼村、涂棚村和上游村。